# Paratoxotus fairmairei
Paratoxotus fairmairei là một loài bọ cánh cứng trong họ Cerambycidae.